# Santo Anastácio
Santo Anastácio est une municipalité brésilienne de l'État de São Paulo et la Microrégion de Presidente Prudente.